# Ça va être ta fête
Pour plus de détails, voir Fiche technique et Distribution.
Ça va être ta fête est un film d'espionnage franco-italien réalisé par Pierre Montazel et sorti en 1961.

## Synopsis
John, un agent secret, doit retrouver un contact à Lisbonne, mais il n'est pas le seul à le chercher.

## Fiche technique
- Titre : Ça va être ta fête
- Réalisateur : Pierre Montazel
- Scénario : Pierre Montazel, Clarence Weff
- Dialogues : Pierre Montazel
- Décors : Eugène Roman
- Photographie : Michel Kelber
- Son : Jean Bertrand
- Montage : Raymond Lamy
- Musique : André Hodeir, Hubert Rostaing et Martial Solal
- Production : René Thévenet, Jacques Daubigny, Jacques Maître
- Production déléguée : Véra Belmont, Gilbert Bokanowski
- Sociétés de production : 
  -  Belmont Films, Chaillot Films, Groupement des Éditeurs de Films
  -  Radici Cinematografica
  - Federal International Film
- Société de distribution : Unidex
- Pays d'origine :  France -  Italie
- Langue d'origine : français
- Format : noir et blanc — 35 mm — 1,37:1 — son Mono
- Genre : Film d'espionnage
- Durée :  90 minutes
- Date de sortie : France - 1er février 1961
- Affiche : Jean Mascii (France)

## Distribution
- Eddie Constantine
- Barbara Laage
- Claude Cerval
- Lucien Callamand
- Saro Urzi
- Albert Médina
- Clarence Weff
- Jean-Pierre Zola
- Stefan Schnabel